# Thiodina
Thiodina is een spinnengeslacht uit de familie van springspinnen (Salticidae). Soorten van het geslacht Thiodina zijn endemisch in Noord- en Zuid-Amerika, van New York tot Argentinië. Alle leden van het geslacht hebben twee paar bolle stekels op de buikzijde van de eerste tibiae. De functie van deze stekels is onbekend.

## Soorten
Twintig soorten van het geslacht Thiodina worden erkend:
- Thiodina branicki (Taczanowski, 1871) — Venezuela, Guyana, French Guiana
- Thiodina candida Mello-Leitão, 1922 — Brazilië
- Thiodina cockerelli (Peckham & Peckham, 1901) — Hispaniola, Jamaica
- Thiodina crucifera (F. O. P-Cambridge, 1901) — Panama
- Thiodina germaini Simon, 1900 — Brazilië, Argentinië
- Thiodina hespera Richman & Vetter, 2004 — Verenigde Staten, Mexico
- Thiodina inerma Bryant, 1940 — Cuba
- Thiodina melanogaster Mello-Leitão, 1917 — Brazilië
- Thiodina nicoleti Roewer, 1951 — Chili
- Thiodina pallida (C. L. Koch, 1846) — Colombia tot Argentinië
- Thiodina peckhami (Bryant, 1940) — Cuba
- Thiodina pseustes Chamberlin & Ivie, 1936 — Panama
- Thiodina puerpera (Hentz, 1846) — oostelijk Verenigde Staten
- Thiodina punctulata Mello-Leitão, 1917 — Brazilië
- Thiodina rishwani Makhan, 2006 — Suriname
- Thiodina robusta Mello-Leitão, 1945 — Argentinië
- Thiodina setosa Mello-Leitão, 1947 — Brazilië
- Thiodina sylvana (Hentz, 1846) — Verenigde Staten tot Panama
- Thiodina vaccula Simon, 1900 — Peru, Brazilië
- Thiodina vellardi Soares & Camargo, 1948 — Brazilië